# US Open 2018/Quadeinzel
Das Quadeinzel (Rollstuhl) der US Open 2018 war ein Rollstuhltenniswettbewerb in New York City und fand vom 6. bis zum 9. September statt.
Vorjahressieger war Dylan Alcott.

## Setzliste
| Nr. | Spieler      | Erreichte Runde |
| --- | ------------ | --------------- |
| 01. | David Wagner | Finale          |
| 02. | Dylan Alcott | Sieg            |

## Ergebnisse
Zeichenerklärung
- Q = Qualifikant
- WC = Wildcard
- LL = Lucky Loser
- ITF = qualifiziert über ITF-Ranking
- ALT = alternate (Ersatz)
- PR = Protected Ranking
- SE = Special Exempt
- r = retired (Aufgabe)
- d = Disqualifikation
- w.o. = walkover
- [ ] = Match-Tie-Break

Finale
|  | Finale |              |   |   |  |
|  |        |              |   |   |  |
|  | 2      | Dylan Alcott | 7 | 6 |  |
|  | 1      | David Wagner | 5 | 2 |  |
|  |        |              |   |   |  |

Gruppenspiele
|    |                  | Wagner   | Alcott        | Lapthorne     | Barten   | Round Robin S-N | Sätze S-N | Spiele S-N | Pos. |
| 1  | David Wagner     |          | 3:6, 5:7      | 6:2, 6:4      | 6:0, 6:1 | 2:1             | 4:2       | 32:20      | 2    |
| 2  | Dylan Alcott     | 6:3, 7:5 |               | 6:0, 3:6, 6:0 | 6:3, 6:1 | 3:0             | 6:1       | 40:18      | 1    |
|    | Andrew Lapthorne | 2:6, 4:6 | 0:6, 6:3, 0:6 |               | 6:1, 6:4 | 1:2             | 3:4       | 24:32      | 3    |
| WC | Bryan Barten     | 0:6, 1:6 | 3:6, 1:6      | 1:6, 4:6      |          | 0:3             | 0:6       | 10:36      | 4    |